# Elezioni presidenziali in Romania del 2004
Le elezioni presidenziali in Romania del 2004 si tennero il 28 novembre (primo turno) e il 12 dicembre (ballottaggio).
Si trattò della prima tornata elettorale successiva alla riforma costituzionale del 2003, che aveva modificato la durata dell'incarico di presidente della Romania da quattro a cinque anni. Il voto decretò la vittoria di Traian Băsescu, che assunse il primo dei suoi due mandati alla presidenza della Repubblica.
Il primo turno vide il vantaggio del leader del Partito Social Democratico, sostenuto anche dai partner del Partito Umanista Rumeno, il premier Adrian Năstase, che superò di circa 7 punti percentuali Traian Băsescu, candidato della coalizione di centro-destra Alleanza Giustizia e Verità, costituita da Partito Democratico e Partito Nazionale Liberale.
Al ballottaggio, complice anche la mobilitazione dell'elettorato di centro-destra che fece seguito alle accuse di frode lanciate da Băsescu all'indirizzo dei socialdemocratici, l'esponente della coalizione riuscì a recuperare lo svantaggio e a vincere le elezioni di stretta misura, con il 51% contro il 49% di Năstase.
Tra gli altri candidati Corneliu Vadim Tudor e Petre Roman si presentavano alla corsa presidenziale per la terza volta consecutiva. Nel caso di Năstase si trattava della seconda volta nella storia della Romania in cui un primo ministro in carica si candidava alla funzione di presidente della repubblica, seguendo l'esempio di Mugur Isărescu del 2000.
Il primo turno si tenne in concomitanza con le elezioni parlamentari.

## Sistema elettorale
La riforma costituzionale approvata dal referendum del 2003 obbligò il legislatore a rivedere vari aspetti legati all'elezione dei due rami del parlamento e del presidente della repubblica. Pur riprendendo numerosi elementi dalle precedenti leggi 68/1992 e 69/1992, furono apportate modifiche importanti, regolamentate dalle due nuove leggi elettorali, la 370 del 20 settembre 2004 per il presidente della repubblica e la 373 del 24 settembre 2004 per la camera dei deputati e il senato.
Per il capo di Stato l'introduzione più importante riguardava la durata del mandato presidenziale, che passava da quattro a cinque anni, mentre quello parlamentare era confermato a quattro anni, impedendo, a partire dalla tornata elettorale seguente, la celebrazione di contemporanee elezioni parlamentari e presidenziali. Le successive elezioni per il rinnovo del parlamento avrebbero avuto luogo nel 2008, mentre quelle per capo di Stato nel 2009. La separazione delle due tornate avrebbe avuto la conseguenza di ridurre l'effetto trainante della campagna elettorale condotta dal candidato alla presidenza della repubblica per il partito che lo sosteneva.
L'elezione del presidente della repubblica si svolgeva su due turni. Il ballottaggio tra i due candidati più votati era previsto solamente nel caso in cui nessuno dei due avesse ottenuto il 50% + 1 dei voti degli iscritti alle liste elettorali al primo turno. Per candidarsi alla funzione di presidente della repubblica era necessario possedere la cittadinanza romena, aver compiuto 35 anni d'età (art. 37 della costituzione) e presentare all'Ufficio elettorale centrale le firme di almeno 200.000 sostenitori (nella precedente legislazione erano richieste 100.000 sottoscrizioni).
Avevano diritto al voto i cittadini di almeno 18 anni di età, mentre secondo l'art. 37 della costituzione per candidarsi alle camere erano necessari 23 anni (deputati) e 33 anni (senatori), abbassando il limite di età rispetto al precedente art. 35 della costituzione, che richiedeva 35 anni per i candidati al senato.
La legge 373/2004 prevedeva un sistema di voto su base proporzionale, con l'elezione di un deputato ogni 70.000 abitanti e di un senatore ogni 160.000 abitanti. Rispetto al 2000 fu confermata la disposizione che prevedeva una soglia di sbarramento al 5% nel caso dei singoli partiti e ad una tra l'8% e il 10% nel caso delle coalizioni, variabile in funzione del numero dei partiti che le costituivano. Ad ognuno dei partiti delle minoranze etniche era garantito un rappresentante alla camera dei deputati a prescindere dalla soglia di sbarramento, a condizione che ottenessero un numero di voti pari o superiore al 10% del numero medio di voti per l'elezione di un deputato (nella precedente legge era necessario il 5%). In base alle nuove previsioni costituzionali riguardanti le pari opportunità, i partiti inserirono nelle proprie liste un numero di donne (27,2% alla camera e 26,3% al senato) tale da garantire rappresentanza ad entrambi i sessi.
Il voto era previsto nell'intervallo orario tra le 7:00 e le 21:00. L'organizzazione delle elezioni del 2004 ebbe un costo di 84,5 miliardi di lei, pari a 20 milioni di euro.

## Quadro politico
Le elezioni presidenziali del 2000 furono vinte da Ion Iliescu, mentre il suo Partito Social Democratico (PSD) riuscì a costituire una maggioranza parlamentare che permise l'insediamento di un governo con a capo Adrian Năstase, che rimase in carica fino al termine della legislatura nel dicembre 2004. I quattro anni di governo furono caratterizzati da una certa stabilità politica, da una ripresa economica e dalla normalizzazione delle relazioni internazionali della Romania. Nel marzo 2004 il paese fu ammesso alla NATO, mentre fu accettato nell'Unione europea a decorrere dal gennaio 2007. Il periodo al potere del PSD, tuttavia, fu caratterizzato dai tentativi del partito di reprimere le voci di dissenso, controllando la stampa e riducendo al silenzio l'opposizione, mentre pochi freni venivano posti alla corruzione dilagante.
Politiche economiche con ripercussioni a livello sociale e continui scandali di corruzione in seno al governo favorirono il rilancio delle forze di opposizione, principalmente il Partito Democratico (PD) di Traian Băsescu e il Partito Nazionale Liberale (PNL) di Theodor Stolojan, che nell'autunno del 2003 si unirono in una coalizione chiamata Alleanza Giustizia e Verità (DA). Alle elezioni locali del giugno 2004 il PSD fu il partito più votato e conseguì la maggioranza dei sindaci, dei consiglieri locali e distrettuali. La sconfitta subita dal PSD a Bucarest e Cluj-Napoca, singole località in cui DA presentava un'unica lista e non due separate, tuttavia, diede la percezione di un calo di popolarità per il partito di governo. La somma dei voti ottenuti individualmente da PD e PNL per l'elezione dei consiglieri di distretto, inoltre, era superiore rispetto a quella ottenuta dal solo PSD.
Poiché giunto al limite del secondo mandato stabilito dalla costituzione, il PSD non poté riproporre la candidatura di Iliescu alla presidenza della repubblica e indicò come suo successore Adrian Năstase, premier e presidente del partito. La coalizione di centro-destra, invece, mentre in un primo momento avanzò il nome di Theodor Stolojan, a causa dei problemi di salute rivelati da quest'ultimo, nell'ottobre 2004 cambiò il proprio candidato, proponendo Traian Băsescu, leader del PD e sindaco di Bucarest.

## Campagna elettorale
La campagna elettorale si aprì il 28 ottobre e si concluse il 26 novembre 2004.
Tutti i concorrenti presentarono la propria registrazione presso l'Ufficio elettorale centrale (BEC) il 17 ottobre, primo giorno disponibile, poiché la legge prevedeva che il posizionamento dei candidati sul bollettino di voto sarebbe stato stabilito in base all'ordine d'iscrizione.

### Alleanza Giustizia e Verità

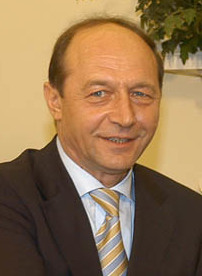
Traian Băsescu, presidente del PD e candidato di DA alla presidenza della repubblica a partire da ottobre 2004.

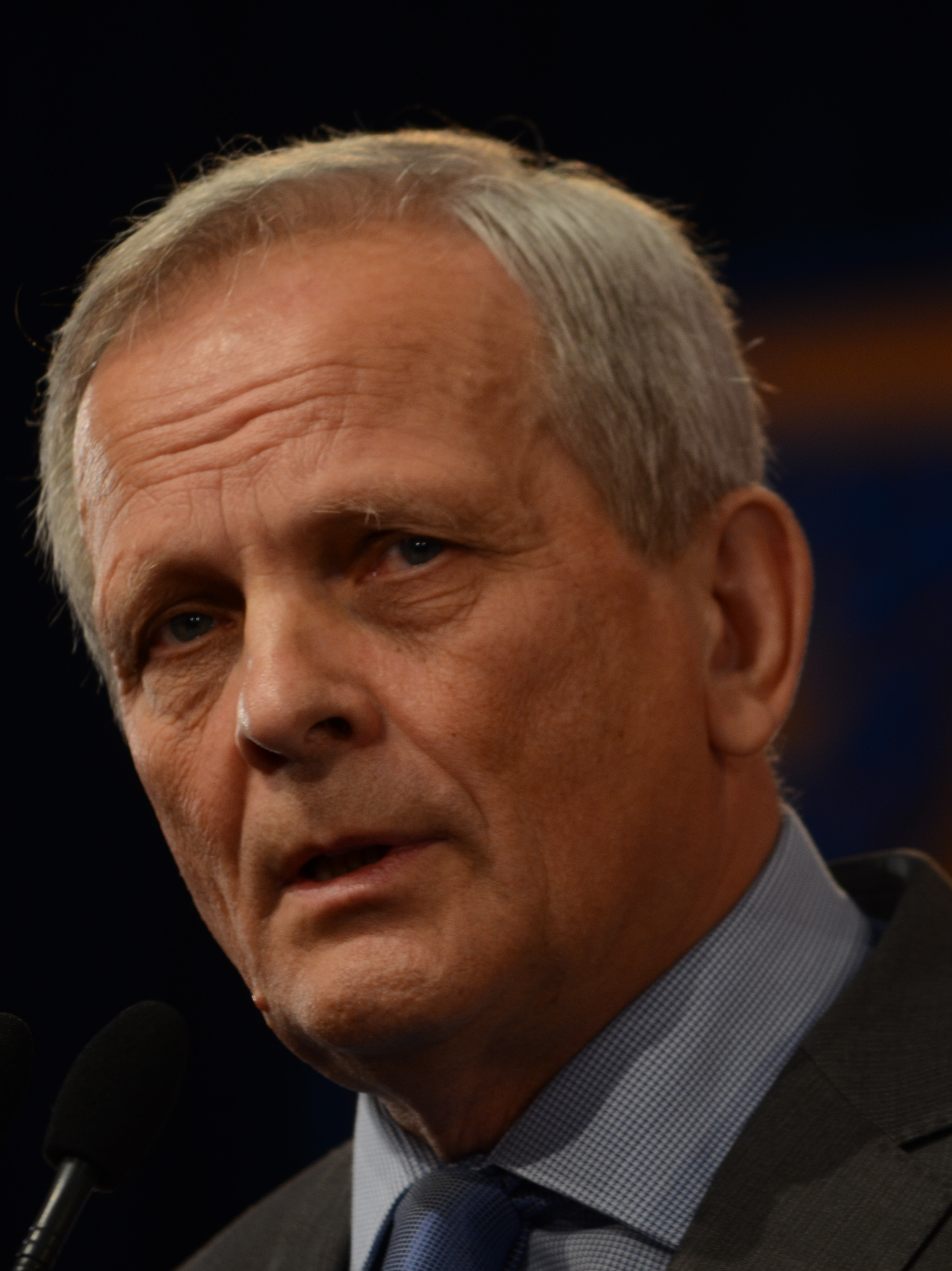
Theodor Stolojan, presidente del PNL e candidato di DA alla presidenza della repubblica fino ad ottobre 2004.

La sigla dell'alleanza derivava da un gioco di parole che si rifaceva ad un valore positivo. DA (acronimo di "Dreptate și adevăr", cioè "Giustizia e verità"), infatti, in lingua romena significa "sì". In estate la coalizione partecipò alle elezioni locali solamente in alcuni distretti, mentre fu estesa a livello nazionale in vista delle generali in programma in autunno. Presentandosi come i principali promotori della lotta alla corruzione nel paese, i due contraenti, Partito Democratico e Partito Nazionale Liberale, applicarono alle candidature parlamentari dei filtri che prevedevano l'estromissione di figure coinvolte in scandali pubblici. In nome di tale regola tra gli esclusi illustri vi fu anche il vicepresidente del PNL Viorel Cataramă. Il 23 settembre 2004 si tenne l'assemblea congiunta che approvò il protocollo di collaborazione tra le due forze a livello nazionale. Il candidato alla presidenza della repubblica, già rivelato in estate, sarebbe stato il leader del PNL Theodor Stolojan, mentre Traian Băsescu sarebbe stato a capo della campagna elettorale.
Il 2 ottobre 2004, però, nel corso di una conferenza stampa Stolojan rese noto che, accusando gravi problemi di salute, avrebbe rinunciato alla candidatura e alla leadership del PNL. Durante la riunione, annunciando la notizia e ringraziandolo per il suo lavoro, Băsescu scoppiò in lacrime in pubblico e si rivolse a Stolojan con le parole «caro Stolo», gesti che secondo gli osservatori ebbero un forte impatto emotivo sull'elettorato e che segnarono un momento fondamentale della campagna elettorale. Stolojan lasciò il teste a Băsescu, che divenne il nuovo candidato di DA alla presidenza del paese, mentre il PNL indicò Călin Popescu Tăriceanu come presidente ad interim del partito. Il giorno seguente, il 3 ottobre, in un nuovo incontro con la stampa Băsescu rivelò che lo stato di salute di Stolojan non era grave, ma che la sua rinuncia derivava da una condizione di forte stress dovuto ad un costante clima di pressione e di ricatti politici da parte del PSD e delle istituzioni in mano alla maggioranza. Il premier Adrian Năstase rigettò ogni accusa, denunciando la sfrontatezza di Băsescu nel volgere la situazione a proprio favore. Il candidato del PSD ribadì che il suo partito non aveva alcun ruolo, mentre le tensioni che avevano spinto Stolojan a farsi da parte venivano dall'interno della coalizione di centro-destra. Secondo alcuni analisti, infatti, si trattò di una strategia politica preparata da DA che, visti i sondaggi, si era resa conto delle scarse probabilità di successo di Stolojan contro Năstase. Stolojan rappresentava un personaggio troppo equilibrato, lontano dalla figura di leader trainante necessario per vincere le elezioni, per poter competere contro il capo del PSD. DA, quindi, si affidò al carisma e alla comunicatività dell'allora sindaco di Bucarest Traian Băsescu. Il 6 ottobre il consiglio nazionale di coordinamento del PD convalidò la candidatura di Băsescu, mentre il consiglio dei rappresentanti nazionali del PNL adottò una risoluzione in cui riconosceva il proprio supporto a quest'ultimo. Il nuovo capo della campagna elettorale della coalizione divenne il vicepresidente del PD Vasile Blaga, mentre tra i curatori della campagna presidenziale di Băsescu vi fu anche l'ex segretario generale del PSD Cozmin Gușă.

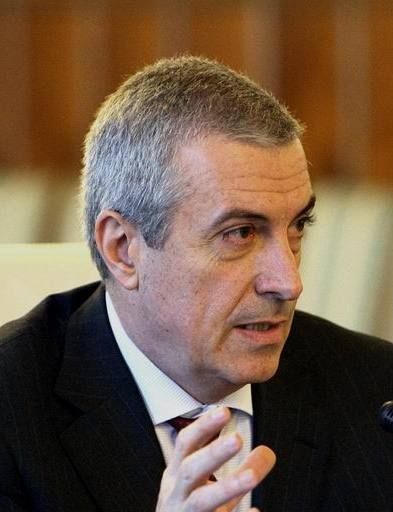
Călin Popescu Tăriceanu, presidente del PNL a partire da ottobre 2004 e candidato di DA alla funzione di primo ministro.

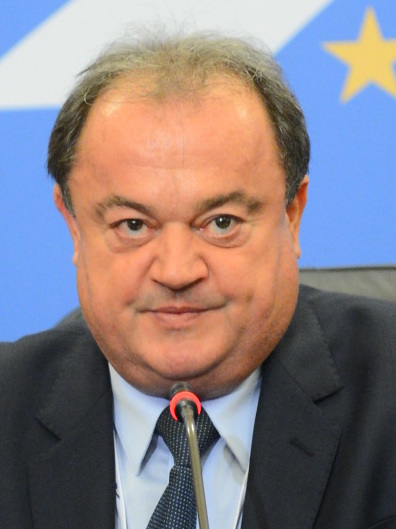
Vasile Blaga, vicepresidente del PD e coordinatore della campagna elettorale di DA a partire da ottobre 2004.

Il 6 ottobre, nel suo primo discorso in veste ufficiale di candidato, Băsescu enumerò gli obiettivi di un suo eventuale mandato. Dichiarò che riceveva un'eredità politica e morale da Stolojan, elemento che lo obbligava al rispetto dell'obiettivo della coalizione di instaurare una vera democrazia in Romania, sostenendo i diritti e le libertà dei cittadini. Affermò che avrebbe rivoluzionato l'istituzione presidenziale, profilandosi come un "presidente-giocatore", con la finalità di cambiare il classico paradigma di presidente della repubblica. Con tale affermazione Băsescu si diceva pronto ad intervenire attivamente e direttamente sulle questioni politiche ed istituzionali, utilizzando al massimo le prerogative costituzionali e lavorando al fianco del governo.
L'argomento principale della propaganda di DA, in ogni caso, rimaneva la lotta alla corruzione, le cui responsabilità nei discorsi di Băsescu ricadevano interamente sul PSD. DA avrebbe difeso l'indipendenza della giustizia e la libertà d'espressione della stampa, aree che nel corso dei quattro anni precedenti avevano subito le interferenze delle istituzioni in mano al partito di Năstase. Băsescu sosteneva di essere pronto a battersi contro il sistema corrotto voluto dal PSD e prometteva di trasformarlo alla radice. Accusò ripetutamente il governo Năstase di aver favorito il dilagare della corruzione e la formazione di un'oligarchia politica vicina al suo partito (i cosiddetti "baroni"), di aver aumentato il divario fra ricchi e poveri, di aver utilizzato la giustizia come arma di lotta politica e di aver condotto negoziati inefficaci con le istituzioni europee. Al contrario del partito di governo, DA avrebbe portato avanti un processo trasparente di integrazione all'Unione europea e incoraggiato la partecipazione dei cittadini alla vita politica del paese. I propositi di lotta alla corruzione di DA, perciò, attrassero la maggior parte della stampa e delle strutture della società civile. DA, infatti, si rivolgeva ad un elettorato composto perlopiù dalla classe media e dai giovani delle aree urbane. Tra gli intellettuali che enunciarono apertamente il proprio favore verso il leader del PD vi furono gli scrittori Mircea Cărtărescu e Mircea Dinescu. Pur in secondo piano rispetto alla battaglia contro la corruzione politica, tra le altre promesse elettorali della coalizione vi furono misure di rilassamento fiscale di stampo liberale, come la flat tax per le persone fisiche.
Uno dei punti di forza di Băsescu rispetto a Năstase fu la capacità comunicativa. Il candidato di DA, infatti, utilizzava un linguaggio diretto, semplice, empatico, poco edulcorato, pratico, risolutivo, a tratti colorito, che tralasciava il rigore formale e si rifaceva ad espressioni colloquiali e ad esempi espliciti di vita quotidiana, elementi che lo aiutarono nella costruzione di una reputazione di personaggio sincero, umano, familiare e vicino al popolo, che contribuì ad una percezione positiva da parte dell'elettorato. Nel corso della campagna tra le sue dichiarazioni più eclatanti affermò che nel caso di una sua vittoria il 28 novembre il PSD e i corrotti sarebbero stati impalati in Piața Victoriei a Bucarest. In un'altra occasione asserì che era disposto a mostrare la propria apertura verso le case di tolleranza e i matrimoni tra persone dello stesso sesso. In un'intervista dichiarò che il 20% dei romeni era omosessuale, osservazione controversa che gli costò il biasimo da parte della Chiesa ortodossa rumena, che si espresse ufficialmente contro Băsescu il 28 ottobre 2004.
Ricorrendo ad accenti populisti, la retorica di Băsescu si serviva di battute accattivanti per screditare l'avversario come «Adrian, non sai nemmeno quanto piccolo inizi ad essere» («Adriane, nici nu știi, cât de mic începi să fii») e «Loro non possono rubare quanto voi potete votare! Si faccia giustizia, Băsescu presidente!» («Nu pot ei fura cât puteți voi vota! Să fie dreptate, Băsescu președinte!»). Lo slogan ufficiale scelto per la campagna fu «Vivete bene!» («Să trăiți bine!»).

### Partito Social Democratico

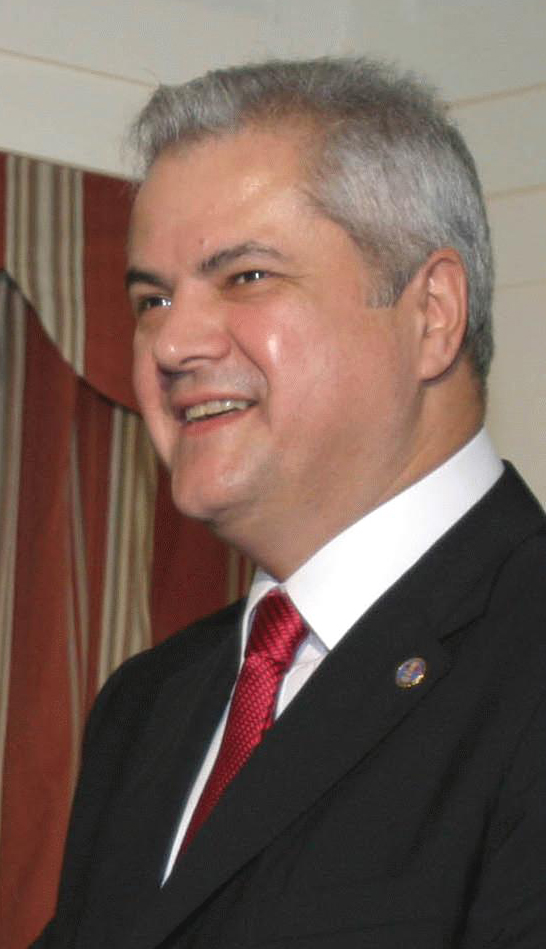
Adrian Năstase, primo ministro dal 2000 al 2004 e candidato del PSD alla presidenza della repubblica.

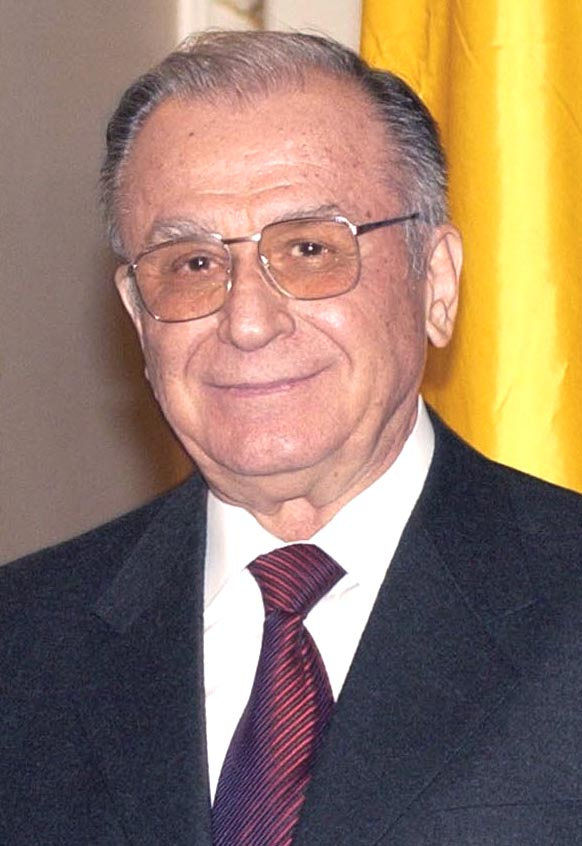
Ion Iliescu, presidente della repubblica fino al 2004.

L'esito delle elezioni locali, che misero in mostra la crescita delle forze di opposizione, fu causa dello sviluppo di un certo nervosismo nel PSD e dell'intensificarsi del dualismo tra il presidente della repubblica Ion Iliescu e il primo ministro Adrian Năstase. Per risolvere le tensioni e riconquistare l'elettorato, il partito provò a ripulire la propria immagine pubblica con l'esclusione di personaggi controversi e con la sospensione di quelli che l'opposizione definiva "baroni", indicendo elezioni interne per la selezione dei candidati da presentare alle parlamentari e rafforzando i meccanismi di democrazia interna. Tali strategie portarono al rilancio del PSD nei sondaggi. Seppur annunciati, però, i rinnovamenti concreti ebbero una portata limitata e il partito si ricompattò in vista della tornata elettorale nazionale, con la riconferma del gruppo di potere formatosi negli anni precedenti intorno alla dirigenza del PSD. Il congresso del 27 agosto 2004 convalidò la candidatura alla presidenza della repubblica di Adrian Năstase, mentre quello del 9 settembre ratificò la ricostituzione dell'alleanza con il Partito Umanista Rumeno (PUR) del magnate Dan Voiculescu, che nel 2003 aveva lasciato la coalizione di governo per incomprensioni con il PSD. I due partiti avrebbero concorso su liste comuni all'interno di un'alleanza chiamata Unione Nazionale PSD+PUR. Il nome proposto per la posizione di primo ministro in caso di vittoria alle parlamentari era quello del ministro degli esteri Mircea Geoană.
Nel periodo precedente l'avvio ufficiale della campagna elettorale, curata dal presidente esecutivo Octav Cozmânca, il PSD si presentava in vantaggio nei sondaggi rispetto alle forze d'opposizione. Il leader del PSD basò la propria propaganda sui successi ottenuti dal suo governo: la crescita economica, l'accesso a NATO e UE, la costruzione di 2.000 nuovi palazzetti dello sport, l'informatizzazione di numerosi istituti scolastici e l'introduzione di nuovi programmi d'istruzione (come il progetto d'educazione alimentare «Cornul și laptele»). Il PSD prometteva il proseguimento e la stabilizzazione del trend di crescita, la lotta alla povertà, aiuti sociali alle fasce svantaggiate, specialmente per i pensionati e la popolazione rurale, e il consolidamento delle funzionalità del sistema economico capitalista. Il partito si rivolgeva soprattutto ad un elettorato dipendente dall'assistenzialismo statale, timoroso nei confronti dei cambiamenti sociali, stesse fasce che avevano consentito l'elezione di Iliescu nel 2000, che aveva la propria base nelle aree rurali, nelle cittadine di provincia e fra gli anziani. Lo slogan utilizzato fu «Insieme per la Romania» («Împreună pentru România»).
Năstase puntò su una campagna caratterizzata da toni seri e rigorosi, promuovendo l'immagine di candidato tecnico e sobrio, dal linguaggio preciso e misurato. Con l'ingresso in campagna elettorale di Băsescu, tuttavia, la sua oratoria risultò più artificiale rispetto a quella semplice e diretta dell'avversario. Il ricorso a tecnicismi e ad espressioni sprezzanti nei confronti delle gaffe dei discorsi del leader di DA, che diedero la percezione di una certa arroganza, finì per penalizzare il candidato del PSD. Il calo di Nãstase nei sondaggi spinse lo stesso Ion Iliescu ad intervenire nella campagna elettorale del PSD, venendo meno ai limiti costituzionali, candidandosi per un seggio al senato.

### Partito Grande Romania

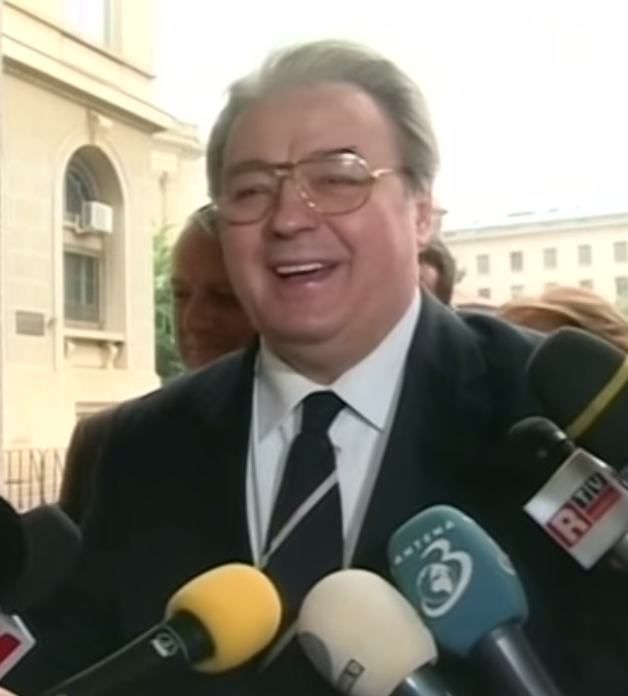
Corneliu Vadim Tudor, candidato del PRM alla presidenza della repubblica.

Con il ricorso ad un discorso profondamente nazionalista, xenofobo ed estremista nel 2000 Corneliu Vadim Tudor era riuscito a raggiungere il ballottaggio contro Ion Iliescu, mentre il suo partito era diventato la seconda forza parlamentare del paese. Il radicalismo e il giustizialismo del PRM, tuttavia, entrarono in crisi con la stabilizzazione del sistema politico e la crescita di DA, che capitalizzò il voto di protesta, strappandolo alla formazione di Vadim Tudor. Provando un rilancio della propria figura, nei mesi precedenti le elezioni del 2004 Vadim Tudor rinunciò anche alla sua tipica dialettica antisemita, cercando una riconciliazione con l'elettorato moderato. Tra gli sforzi della nuova strategia politica del PRM vi fu il tentativo di rilassare i rapporti con la minoranza ebraica, che negli anni precedenti era stata vittima degli attacchi di Vadim Tudor. Lo staff del partito scelse come slogan elettorale «Cambiamento. Il vero cambiamento!» («Schimbare. Adevărata schimbare!»).
Nel proprio manifesto politico il leader del PRM recriminò i danni arrecati dai partiti tradizionali alla Romania nel periodo democratico successivo alla rivoluzione del 1989, lamentando una presunta deliberata distruzione operata della classe politica contro il patrimonio nazionale, l'industria, l'agricoltura, il turismo e il commercio. Nella sua retorica, solamente lui avrebbe potuto risollevare le sorti del paese, restituire dignità alla nazione e sradicare la corruzione.
La campagna elettorale, tuttavia, fu debole rispetto a quella del 2000, mentre Vadim Tudor non riuscì a ripetere i successi ottenuti in precedenza nel corso dei dibattiti televisivi.

### Unione Democratica Magiara di Romania

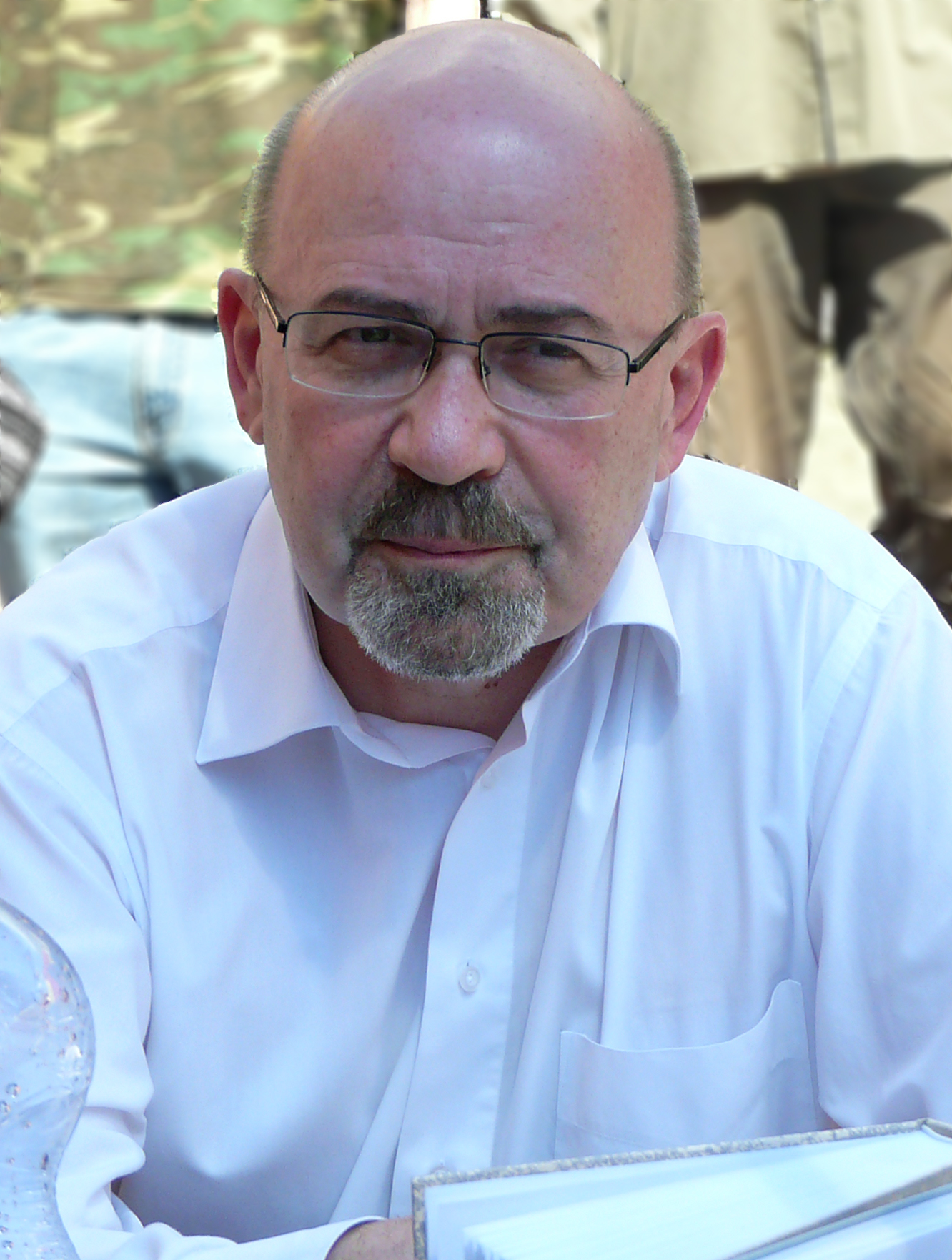
Belá Markó, candidato dell'UDMR alla presidenza della repubblica.

Nel corso del 2004 la formazione rappresentante la minoranza ungherese fece fronte alla scissione di alcune frange più estremiste che provarono a presentare candidature separate, abbassando le quote dell'UDMR, che a causa della contemporanea presenza di altri partiti che si rivolgevano allo stesso elettorato rischiava di non oltrepassare la soglia di sbarramento del 5%. Le liste di Unione Civica Magiara (UCM) e Unione dei Siculi di Romania (USR), tuttavia, il 25 ottobre 2004 furono bloccate dall'Ufficio elettorale centrale (BEC) per via di diverse irregolarità che violavano i regolamenti previsti per le candidature.
Per la posizione di presidente della repubblica il gruppo vagliò tra gli altri anche i nomi di Tokay György e Péter Eckstein-Kovács, mentre il 4 settembre 2004 con 109 voti favorevoli e 5 contrari il Consiglio dei rappresentanti dell'Unione riunito a Târgu Mureș scelse come candidato il senatore e presidente del partito Béla Markó.
Il 21 ottobre nel corso di un incontro con altri candidati György Frunda, proposto per la posizione di primo ministro, per la prima volta utilizzò la lingua ungherese in un dibattito televisivo, riassumendo per i suoi elettori i punti toccati nel corso della trasmissione.

### Altri candidati
Le altre personalità politiche che si presentarono per la corsa elettorale furono:
- Gheorghe Ciuhandu, sindaco di Timișoara dal 1996 e leader del Partito Nazionale Contadino Cristiano Democratico dal congresso straordinario del 7 agosto 2004[36].
- Gigi Becali, imprenditore e proprietario della squadra di calcio della Steaua Bucarest. Questi entrò in politica nel 2004, assumendo la guida del Partito Nuova Generazione, orientandolo verso l'ultranazionalismo, l'antisemitismo e il teocon[37]. Becali scelse come slogan elettorale «Renderemo la Romania come il sole santo in cielo!» («Vom face România ca soarele sfânt de pe cer!»)[23].
- Petre Roman, senatore, ex primo ministro (1989-1991) ed ex leader del Partito Democratico (1993-2001), che nella primavera del 2004 abbandonò il PD per via di serie incompatibilità con Băsescu, fondando una nuova formazione, Forza Democratica di Romania, con la quale si candidava alla presidenza della repubblica[38].
- Gheorghe Dinu, avvocato e docente universitario, che si candidava da indipendente.
- Marian Petre Miluț, presidente dell'associazione civica Azione Popolare, formazione di orientamento cristiano-democratico fondata dall'ex presidente della repubblica Emil Constantinescu.
- Ovidiu Tudorici, vicesindaco della cittadina di Câmpulung Moldovenesc e presidente della sezione di Suceava dell'Unione per la Ricostruzione della Romania[1].
- Aurel Rădulescu, prete ortodosso, leader del Partito Rinascita della Romania e candidato della coalizione Alleanza Popolare Cristiano Democratica, costituita tra la formazione di cui era presidente e il Partito dei Pensionati e della Protezione Sociale. La sua candidatura, inizialmente rigettata dall'Ufficio elettorale centrale (BEC), fu ammessa solamente dopo una sentenza dell'Alta corte di cassazione e giustizia, che stabilì la legittimità dell'iscrizione dell'alleanza secondo i termini previsti dalla legge[1].
- Alexandru Raj Tunaru, eletto deputato nelle liste del PRM nel 2000 e presidente del Partito della Gioventù Democratica dal 2003[1].

## Primo turno e ballottaggio

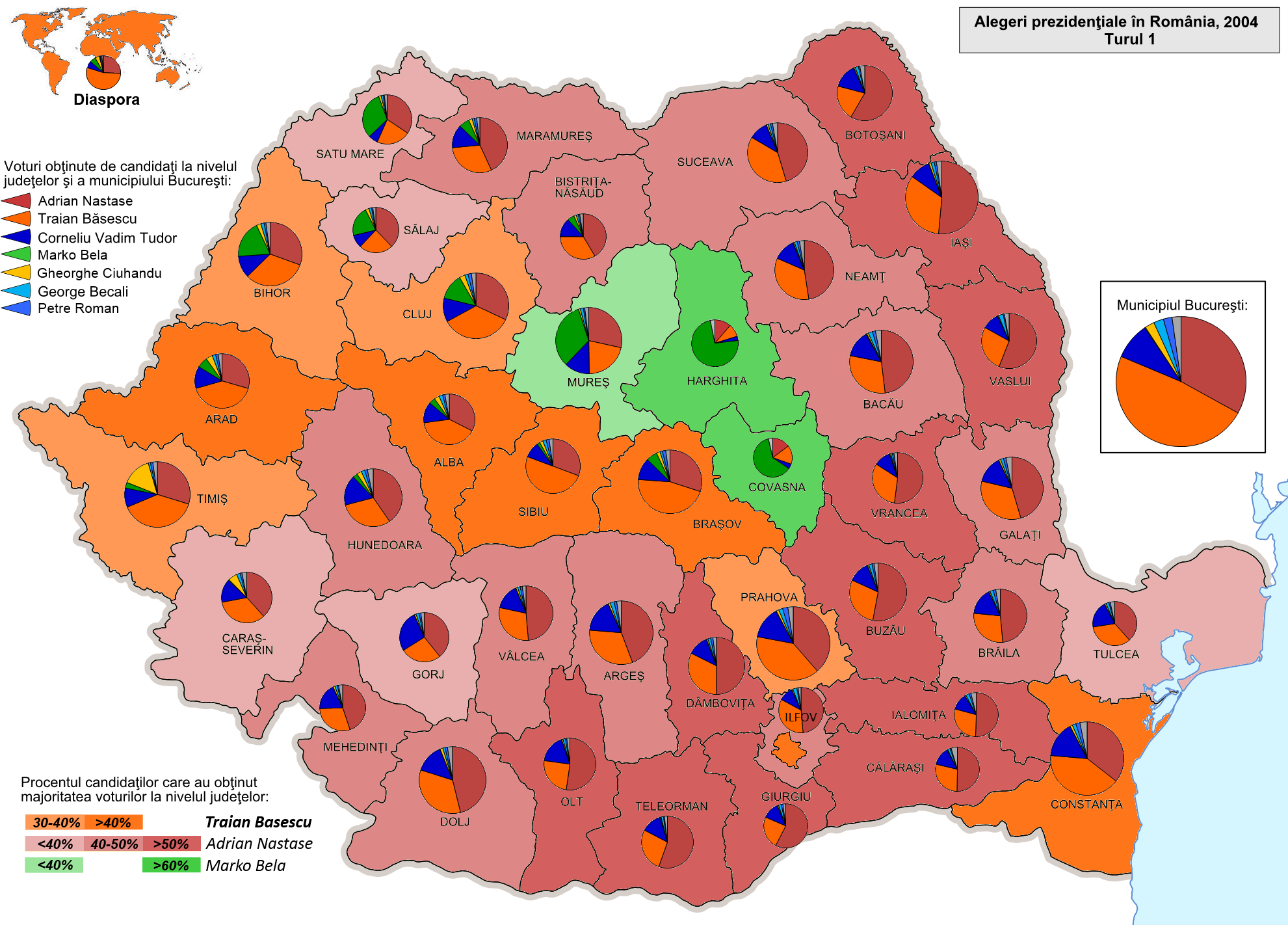
Carta raffigurante graficamente le percentuali di voto per ognuno dei candidati suddivise per distretto al primo turno.

Uno degli ultimi sondaggi pubblicati da Data Media e IRSOP prima della chiusura della campagna elettorale vedeva Năstase al 41% e Băsescu al 34%, mentre per le parlamentari il PSD era davanti a DA di 6 punti (40% contro 34%). Il voto del 28 novembre restituì un esito simile, con Năstase in vantaggio rispetto all'avversario di 7 punti percentuali. Subito dopo la proclamazione dei risultati del primo turno, Năstase si dichiarò certo di una vittoria al ballottaggio e pronto ad assumere la presidenza della repubblica, prefigurandosi come continuatore diretto delle stesse politiche di Iliescu.

### Accuse di frode
Traian Băsescu lanciò pubblicamente allarmanti segnali che mettevano in dubbio la regolarità delle elezioni, affermando che il PSD aveva effettuato un massiccio ricorso alla frode elettorale, accuse che a prescindere dalla realtà della situazione puntavano a mobilitare l'elettorato in proprio favore in vista del secondo turno. Uno dei nuovi slogan utilizzati, infatti, fu «Per quanto possano imbrogliare, noi siamo di più» («Oricât ar frauda, noi suntem mai mulți»). I leader di DA incolparono il partito di governo di essere coinvolto nell'organizzazione del trasporto per mezzo di autobus di un numero cospicuo di elettori verso sezioni di voto diverse da quelle di residenza, che lasciava aperti spiragli al ricorso al voto multiplo, illegalità potenzialmente realizzabile per via della possibilità concessa ai non residenti di votare in altre zone tramite l'iscrizione su liste supplementari. Un ulteriore motivo di preoccupazione, inoltre, fu dato dalla semplicità di rimozione degli adesivi che attestavano l'effettuazione del voto e che erano applicati sul retro delle nuove carte di identità plastiche. Secondo gli osservatori esterni tali ambiguità, infatti, rendevano possibile la progettazione di una frode su larga scala. Le insinuazioni di DA furono categoricamente respinte dal PSD già nel giorno del voto tramite il portavoce del PSD Titus Corlățean.
Il 30 novembre Băsescu fece ricorso contro i risultati ufficiali pubblicati dall'Ufficio elettorale centrale (BEC), mentre nella stessa giornata invocò la dissoluzione dell'istituzione e l'arresto del titolare dell'azienda che aveva creato il software per il calcolo dei voti. Il leader del PD, inoltre, presentò un esposto contro il BEC all'Alta corte di cassazione e giustizia, dopo che il rappresentante di DA in seno all'ente, Ioan Onisei, aveva affermato che esisteva una differenza di 761.826 voti nel calcolo delle schede nulle fatto dall'alleanza e quello ufficiale comunicato dalle istituzioni, avanzando l'ipotesi che una parte sostanziosa di voti nulli, invece, fosse stata assegnata al PSD.
I problemi riscontrati spinsero Băsescu a chiedere la ripetizione delle elezioni, richiamandosi alla contemporanea rivoluzione arancione in atto in Ucraina, alzando i toni delle rivendicazioni. Alla richiesta si associò anche il leader del PRM Corneliu Vadim Tudor. Năstase recriminò che le affermazioni di Băsescu colpivano duramente la credibilità internazionale del paese e pregò l'avversario di farsi da parte, invitandolo a far fede alla promessa secondo la quale avrebbe dovuto ritirarsi nel caso non avesse vinto al primo turno.
A livello istituzionale le accuse di Băsescu ebbero scarso seguito. Il BEC respinse il ricorso contro i risultati, mentre diversi mesi dopo la procura archiviò la denuncia contro l'Ufficio elettorale centrale. Le parole del leader di DA, parimenti, non ebbero il sostegno della comunità internazionale. Nel gennaio 2005 l'istituto di statistica IMAS pubblicò una ricerca, che mostrava che nelle 1.000 sezioni con il maggior numero di votanti iscritti alle liste supplementari il PSD conduceva su DA con il 43% contro il 23%. Nelle sezioni con il minor numero di votanti iscritti alle liste supplementari, al contrario, DA aveva il 34% contro il 30% del PSD.
Per ridurre i problemi, su pressione degli osservatori internazionali, in vista del ballottaggio il governo ridusse il numero delle sezioni di voto per i viaggiatori, dove erano state riscontrate le criticità maggiori.

### Campagna per il ballottaggio
A prescindere dall'effettiva concretezza e dalla scarsa verificabilità delle frodi, il clamore scaturito dalle recriminazioni di Băsescu ebbe l'effetto di dare visibilità a DA e mobilitare l'elettorato in favore della coalizione di centro-destra. Năstase, quindi, si ritrovò nella difficile posizione di dover giustificare il modo in cui il governo aveva organizzato le elezioni, mentre Băsescu crebbe nei sondaggi. Il leader del PD basò la propria campagna elettorale per il ballottaggio comunicando il messaggio di aver subito un furto al primo turno e lamentando di non ricevere abbastanza spazio sui media a causa dei blocchi imposti dal PSD. Con la radicalizzazione del proprio linguaggio, uno degli obiettivi di DA divenne quello di attrarre parte del voto di protesta e l'elettorato del PRM. Năstase, invece, non si discostò dagli argomenti difesi nel corso della campagna svolta per il primo turno.
Tra primo turno e ballottaggio, inoltre, il PSD iniziò a negoziare gli accordi con altre formazioni per la costituzione di una maggioranza parlamentare stabile per la nomina di un nuovo governo. Mircea Geoană, incaricato dal PSD per il ruolo di primo ministro, confermò l'intesa con gli alleati del PUR, assicurando che il ruolo di vice primo ministro sarebbe andato al vicepresidente del partito Codruț Șereș. I socialdemocratici si rivolsero anche all'UDMR, che mostrò la propria disponibilità a sostenere un premier in area PSD.
L'8 dicembre, con la moderazione del giornalista Cristian Tudor Popescu, si tenne il faccia a faccia televisivo tra i due candidati, che fu considerato un momento decisivo della campagna elettorale. Năstase mostrò una certa rigidità, mentre le repliche di Băsescu confermarono la sua abilità dialettica. Nel corso del dibattito Băsescu rivolse all'avversario quella che divenne una celebre osservazione, con la quale dava l'impressione di essere genuinamente pronto ad assumersi gli errori dei suoi trascorsi nel Partito Comunista Rumeno, a differenza di Năstase, e portare la Romania verso una dimensione capitalista e filo-occidentale, stimolando l'interesse degli elettori di ideologia anticomunista:
(Traian Băsescu, 8 dicembre 2004)
Il ballottaggio del 12 dicembre mostrò un netto equilibrio fra i due candidati alla presidenza. I primi exit poll denotavano una sottile vittoria del leader del PSD, mentre uno successivo restituiva una situazione di pareggio. Il primo commento di Băsescu fu «Abbiamo vinto!», mentre anche Năstase invocò il proprio successo «Sarò un presidente forte, un leader fermo di cui la Romania ha bisogno, senza dubbio, in questo momento». I risultati ufficiali, alla fine, consegnarono la vittoria a Băsescu, con il 51,23%, con un vantaggio su Năstase di appena 245.000 voti.

## Risultati
| Traian Băsescu       | Alleanza Giustizia e Verità (Partito Democratico - PNL) | 3 545 236  | 33,92 | 5 126 794  | 51,23 |  |  |  |
| Adrian Năstase       | Unione Nazionale PSD+PUR (PSD - PUR)                    | 4 278 864  | 40,94 | 4 881 520  | 48,77 |  |  |  |
| Corneliu Vadim Tudor | Partito Grande Romania                                  | 1 313 714  | 12,57 |            |       |  |  |  |
| Béla Markó           | Unione Democratica Magiara di Romania                   | 533 446    | 5,10  |            |       |  |  |  |
| Gheorghe Ciuhandu    | Partito Nazionale Contadino Cristiano Democratico       | 198 394    | 1,90  |            |       |  |  |  |
| George Becali        | Partito Nuova Generazione                               | 184 560    | 1,77  |            |       |  |  |  |
| Petre Roman          | Forza Democratica di Romania                            | 140 702    | 1,35  |            |       |  |  |  |
| Gheorghe Dinu        | Indipendente                                            | 113 321    | 1,08  |            |       |  |  |  |
| Marian Petre Miluț   | Azione Popolare                                         | 43 378     | 0,42  |            |       |  |  |  |
| Ovidiu Tudorici      | Unione per la Ricostruzione della Romania               | 37 910     | 0,36  |            |       |  |  |  |
| Aurel Rădulescu      | Alleanza Popolare Cristiano Democratica                 | 35 455     | 0,34  |            |       |  |  |  |
| Alexandru Raj Tunaru | Partito della Gioventù Democratica                      | 27 225     | 0,26  |            |       |  |  |  |
| Totale               | Totale                                                  | 10 452 205 | 100   | 10 008 314 | 100   |  |  |  |
|                      |                                                         |            |       |            |       |  |  |  |
| Voti non validi      | Voti non validi                                         | 342 448    | 3,17  | 103 948    | 1,03  |  |  |  |
| Votanti              | Votanti                                                 | 10 794 653 | 58,51 | 10 112 262 | 55,21 |  |  |  |
| Elettori             | Elettori                                                | 18 449 676 |       | 18 316 104 |       |  |  |  |

### Risultati per distretto
| Distretto                             | Affluenza | I turno (%) | I turno (%) | I turno (%) | I turno (%) | I turno (%) |
| Distretto                             | Affluenza | Băsescu     | Năstase     | Tudor       | Markó       | Altri       |
| ------------------------------------- | --------- | ----------- | ----------- | ----------- | ----------- | ----------- |
| Alba                                  | 57,23%    | 40,42       | 32,45       | 13,26       | 3,94        | 9,93        |
| Arad                                  | 55,07%    | 41,16       | 29,46       | 13,13       | 6,40        | 11,76       |
| Argeș                                 | 56,58%    | 32,02       | 44,27       | 16,86       | 0,08        | 6,77        |
| Bacău                                 | 57.94%    | 30,03       | 48,09       | 13,79       | 0,42        | 7,67        |
| Bihor                                 | 56,39%    | 32,15       | 30,55       | 11,21       | 19,04       | 7,05        |
| Bistrița-Năsăud                       | 54,11%    | 33,47       | 41,46       | 13,38       | 4,91        | 6,78        |
| Botoșani                              | 59,55%    | 20,68       | 58,39       | 14,40       | 1,90        | 4,63        |
| Brăila                                | 62,82%    | 27,94       | 48,57       | 16,28       | 0,11        | 7,10        |
| Brașov                                | 58,24%    | 46,15       | 29,99       | 11,24       | 5,60        | 7,02        |
| Bucarest                              | 57,63%    | 48,31       | 33,02       | 9,23        | 0,19        | 9,25        |
| Buzău                                 | 60,31%    | 28,84       | 52,98       | 12,09       | 0,09        | 6,00        |
| Caraș-Severin                         | 57,57%    | 33,71       | 38,34       | 14,92       | 0,64        | 12,39       |
| Călărași                              | 56,43%    | 28,37       | 50,35       | 13,39       | 0,10        | 7,79        |
| Cluj                                  | 58,10%    | 35,15       | 31,94       | 11,69       | 12,91       | 8,31        |
| Costanza                              | 63,67%    | 40,79       | 35,54       | 15,85       | 0,13        | 7,69        |
| Covasna                               | 60,56%    | 15,65       | 14,72       | 4,09        | 61,92       | 3,62        |
| Dâmbovița                             | 63,17%    | 32,23       | 50,17       | 11,80       | 0,10        | 5,70        |
| Dolj                                  | 58,22%    | 33,69       | 46,18       | 13,92       | 0,10        | 6,11        |
| Galați                                | 58,09%    | 33,24       | 45,46       | 14,16       | 0,12        | 7,02        |
| Giurgiu                               | 58,49%    | 23,94       | 57,57       | 12,20       | 0,10        | 6,19        |
| Gorj                                  | 58,48%    | 26,90       | 39,21       | 27,20       | 0,10        | 6,59        |
| Harghita                              | 60,12%    | 8,88        | 11,31       | 2,92        | 73,69       | 3,20        |
| Hunedoara                             | 59,55%    | 30,53       | 40,38       | 16,97       | 2,56        | 9,56        |
| Ialomița                              | 59,57%    | 28,65       | 50,55       | 12,10       | 0,08        | 8,62        |
| Iași                                  | 58,85%    | 33,30       | 51,46       | 9,37        | 0,08        | 5,79        |
| Ilfov                                 | 58,54%    | 34,26       | 48,62       | 10,19       | 0,14        | 6,79        |
| Maramureș                             | 50,53%    | 30,42       | 43,12       | 13,64       | 6,15        | 6,67        |
| Mehedinți                             | 57,07%    | 29,70       | 44,84       | 18,53       | 0,11        | 6,82        |
| Mureș                                 | 60,35%    | 21,34       | 28,44       | 12,39       | 32,78       | 5,05        |
| Neamț                                 | 56,39%    | 33,93       | 47,58       | 12,20       | 0,16        | 6,13        |
| Olt                                   | 58,25%    | 24,85       | 52,32       | 17,58       | 0,08        | 5,17        |
| Prahova                               | 59,41%    | 39,39       | 38,58       | 14,28       | 0,09        | 7,66        |
| Satu Mare                             | 48,43%    | 22,23       | 34,43       | 6,22        | 31,46       | 5,66        |
| Sălaj                                 | 59,20%    | 24,25       | 37,81       | 9,20        | 21,18       | 7,56        |
| Sibiu                                 | 58,97%    | 49,99       | 30,69       | 9,40        | 1,79        | 8,13        |
| Suceava                               | 59,54%    | 38,11       | 45,37       | 10,33       | 0,08        | 6,11        |
| Teleorman                             | 63,06%    | 27,21       | 55,45       | 12,72       | 0,08        | 4,54        |
| Timiș                                 | 55,76%    | 38,92       | 29,75       | 9,49        | 2,81        | 19,03       |
| Tulcea                                | 58,47%    | 34,12       | 38,42       | 19,75       | 0,15        | 7,56        |
| Vaslui                                | 58,68%    | 27,10       | 55,98       | 10,00       | 0,09        | 6,83        |
| Vâlcea                                | 59,80%    | 29,68       | 48,67       | 15,40       | 0,15        | 6,10        |
| Vrancea                               | 59,74%    | 32,05       | 52,05       | 10,72       | 0,10        | 5,08        |
| Estero                                | -         | 54,06       | 25,73       | 6,50        | 5,65        | 8,06        |
| Fonte: Autorità Elettorale Permanente |           |             |             |             |             |             |

| Distretto                             | Affluenza | II turno (%) | II turno (%) |
| Distretto                             | Affluenza | Băsescu      | Năstase      |
| ------------------------------------- | --------- | ------------ | ------------ |
| Alba                                  | 54,81%    | 60,89        | 39,11        |
| Arad                                  | 51,01%    | 63,04        | 36,96        |
| Argeș                                 | 54,37%    | 50,63        | 49,37        |
| Bacău                                 | 55,55%    | 45,76        | 54,24        |
| Bihor                                 | 49,85%    | 60,23        | 44,64        |
| Bistrița-Năsăud                       | 50,78%    | 52,67        | 47,33        |
| Botoșani                              | 59,13%    | 33,79        | 66,21        |
| Brăila                                | 59,00%    | 44,54        | 55,46        |
| Brașov                                | 56,99%    | 65,92        | 34,08        |
| Bucarest                              | 55,77%    | 63,04        | 36,96        |
| Buzău                                 | 56,90%    | 41,02        | 58,98        |
| Caraș-Severin                         | 53,38%    | 56,53        | 43,47        |
| Călărași                              | 52,05%    | 43,94        | 56,06        |
| Cluj                                  | 53,45%    | 58,13        | 41,87        |
| Costanza                              | 60,66%    | 60,92        | 39,08        |
| Covasna                               | 41,88%    | 49,09        | 50,91        |
| Dâmbovița                             | 60,44%    | 44,65        | 55,35        |
| Dolj                                  | 57,06%    | 48,34        | 51,66        |
| Galați                                | 56,59%    | 49,51        | 50,49        |
| Giurgiu                               | 55,89%    | 35,92        | 64,08        |
| Gorj                                  | 53,21%    | 53,13        | 46,87        |
| Harghita                              | 43,80%    | 23,43        | 76,57        |
| Hunedoara                             | 56,00%    | 49,63        | 50,37        |
| Ialomița                              | 55,63%    | 43,64        | 56,36        |
| Iași                                  | 58,31%    | 44,73        | 55,27        |
| Ilfov                                 | 54,25%    | 48,61        | 51,39        |
| Maramureș                             | 48,82%    | 48,03        | 51,97        |
| Mehedinți                             | 53,26%    | 47,25        | 52,75        |
| Mureș                                 | 50,98%    | 46,33        | 53,67        |
| Neamț                                 | 54,28%    | 45,28        | 54,72        |
| Olt                                   | 54,77%    | 41,46        | 58,54        |
| Prahova                               | 57,94%    | 57,18        | 42,82        |
| Satu Mare                             | 39,06%    | 38,88        | 61,12        |
| Sălaj                                 | 51,14%    | 40,92        | 59,08        |
| Sibiu                                 | 56,59%    | 66,99        | 33,01        |
| Suceava                               | 58,95%    | 50,94        | 49,06        |
| Teleorman                             | 60,06%    | 40,86        | 59,14        |
| Timiș                                 | 51,43%    | 65,94        | 34,06        |
| Tulcea                                | 55,63%    | 57,21        | 42,79        |
| Vaslui                                | 57,15%    | 37,70        | 62,30        |
| Vâlcea                                | 58,64%    | 45,41        | 54,59        |
| Vrancea                               | 58,80%    | 43,85        | 56,15        |
| Estero                                | -         | 72,12        | 27,88        |
| Fonte: Autorità Elettorale Permanente |           |              |              |

## Conseguenze
Dato il ridotto scarto, fu possibile indicare il vincitore solamente il 13 dicembre, quando anche lo stesso Năstase riconobbe la sconfitta. Benché il messaggio del leader del PSD fosse più strutturato e complesso rispetto a quello dell'avversario, la mancanza di azioni concrete sulla corruzione e la povertà spinse l'elettorato a preferire la figura trascinante di Băsescu, che riuscì a fare da traino anche per la sua coalizione, benché questa includesse alcuni personaggi resi impopolari dalla deludente precedente esperienza di governo del centro-destra nel periodo 1996-2000. Il PSD ottenne risultati confortanti nelle aree rurali e nelle piccole città, specialmente fra gli elettori più anziani, mentre i giovani, le aree urbane e quelle dell'ovest del paese si orientarono verso DA.
Nel corso del suo primo discorso da presidente Băsescu annunciò le priorità del proprio mandato, ribadendo la centralità della lotta alla corruzione, della depoliticizzazione delle istituzioni e del rafforzamento dell'asse diplomatico con Washington e Londra. Esprimendosi sui rapporti con la vicina Moldavia, dichiarò che i cittadini moldavi sarebbero stati trattati al pari dei rumeni. Il neopresidente affermò che la necessità più urgente era quella di formare un nuovo governo per accelerare il processo di integrazione della Romania all'Unione europea.
La nomina del governo, però, fu frutto di lunghe trattative. Tra il primo e il secondo turno delle presidenziali il PSD, partito che aveva ottenuto la maggioranza dei voti alle parlamentari, aveva già intavolato delle trattative con altre forze minori, ma la vittoria di Băsescu stroncò le iniziative dei socialdemocratici. Per forzare la mano e giungere ad un compromesso, Băsescu dichiarò che il successo elettorale apparteneva a DA e che il premier sarebbe stato un membro della coalizione, ipotizzando l'idea di sciogliere il parlamento e indire nuove elezioni anticipate nel caso in cui non si fosse giunti a tale risultato. L'opzione, temuta da UDMR e PUR, nonostante i precedenti accordi con il PSD, spinse entrambi partiti a sostenere un governo con a capo Călin Popescu Tăriceanu.
Il nuovo parlamento si costituì il 13 dicembre. Il governo Tăriceanu ottenne l'investitura delle camere il 28 dicembre con 265 voti a favore e 200 contrari e prestò giuramento al presidente della repubblica il giorno successivo. La stabilità dell'esecutivo, tuttavia, era frutto di un fragile accordo. Mentre PUR e UDMR perseguivano agende politiche diverse rispetto a quelle di DA, la coalizione non aveva il controllo delle due camere, le cui presidenze appartenevano a membri del PSD che, pur all'opposizione, era riuscito a fare eleggere Adrian Năstase alla guida camera dei deputati e Nicolae Văcăroiu al senato.